# Ajax Cape Town FC
Ajax Cape Town är en sydafrikansk fotbollsklubb baserad i Parow, Kapstaden som spelar i Premier Soccer League.
Ajax Cape Town grundades 1999 av Rob Moore och John Comitis efter en sammanslagning av Seven Stars och Cape Town Spurs. Första stora titeln vann man säsongen 2006/2007 då man spelade hem ABSA Cup efter att han vunnit mot Mamelodi Sundowns i finalen.

## Meriter
- Rothmans Cup/Telkom Knockout
  - Vinnare: 2000, 2008
- Nedbank Cup
  - Vinnare: 2007

## Kända spelare
- Matthew Booth
- Lance Davids
- Mohammed Diallo
- Eyong Enoh
- Deniss Ivanovs
- Quinton Jacobs
- Moeneeb Josephs
- Christos Kostis
- Bryce Moon
- Russel Mwafulirwa
- John Obi Mikel
- Nathan Paulse
- Steven Pienaar
- Dipsy Selolwane
- Thulani Serero
- Tsholola Tshinyama
- Marciano Vink
- Hans Vonk
- Sander Westerveld